# Bayerische Handballmeisterschaft 1953
Die Bayerische Handballmeisterschaft 1953 war die vierte vom Bayerischen Handball-Verband (BHV) ausgerichtete Endrunde um die bayerische Meisterschaft im Hallenhandball der Männer.
Sie wurde in einem Ausscheidungsturnier durchgeführt. Am 18. Januar 1953 fand in München das Entscheidungsspiel um die Bayerische Meisterschaft statt.

## Turnierverlauf
Das Endspiel: FC Bayern München : VfL Wunsiedel endete 10 : 9 für die Münchner.
Der FC Bayern ist damit Bayerischer Meister und hat sich für die Endrunde zur Süddeutschen Meisterschaft 1953 in Stuttgart qualifiziert, bei der er den vierten Platz belegte. Mit dieser Platzierung gab es keine Startberechtigung für die Teilnahme an der Endrunde zur Deutschen Meisterschaft in Kiel.